# TWILIGHT 〜the“LIVE”best of Akiko Yano〜
『TWILIGHT 〜the“LIVE”best of Akiko Yano〜』（トワイライト　ザ・ライヴ・ベスト・オヴ・アキコ・ヤノ）は、矢野顕子5枚目のライブ・アルバム。2000年6月21日発売。発売元はEpic Records（規格品番：ESCB-2139）。本項においては、同時に発売された同名のVHS（規格品番：ESVU-526）・DVD（規格品番：ESBB-2015）についても述べる。

## 概要
1996年から1999年にかけて東京・NHKホールにおいて行われた「さとがえるコンサート」の演奏から、ピックアップ・編集したライヴ演奏によるコンピレーション・アルバム。

## 演奏者
- 矢野顕子：ボーカル, ピアノ, ハモンドオルガン, キーボード
- ANTHONY JACKSON：ベース（all）
- CLIFF ALMOND：ドラムス（all）
- WAYNE JOHNSON：ギター（3,5,9,10）
- CAROL STEELE：パーカッション, バックグラウンド・ボーカル（7,8,11）

## 収録曲
特記以外　作詞・作曲：矢野顕子
1. 愛がなくちゃね。
  - 作詞：矢野顕子・ピーター・バラカン
  - 原曲はアルバム『愛がなくちゃね。』収録。
2. クリームシチュー[The Stew]
  - 作詞：糸井重里
  - 原曲はアルバム『Oui Oui』収録。
3. いいこいいこ[GOOD GIRL]
  - 作詞：糸井重里
  - 原曲はアルバム『LOVE LIFE』収録。
4. ラーメンたべたい　
  - 原曲はアルバム『オーエス オーエス』収録。
5. Girlfriends Forever　
  - 原曲はアルバム『Go Girl』収録。
6. 虹がでたなら　
  - 作詞・作曲：宮沢和史
  - THE BOOM楽曲のカバー。
  - 原曲はアルバム『A PEACETIME BOOM』収録。
  - 原表記は「虹が出たなら」。
  - 矢野はアルバム『Piano Nightly』でもカバーしている。
7. また会おね　
  - 原曲はアルバム『ごはんができたよ』収録。
8. Okinawa　
  - 原曲：沖縄民謡（ちんぬくじゅうしい/安里屋ゆんた/てぃんさぐぬ花)
  - 沖縄民謡の3曲が、メドレー演奏される。
9. ひとりぼっちはやめた[Quit Being Alone]
  - 原曲はアルバム『Go Girl』収録。
10. にぎりめしとえりまき[The Riceball And The Muffler]
  - 作詞：糸井重里
  - 原曲はアルバム『ELEPHANT HOTEL』収録。
11. ちいさい秋みつけた　
  - 作詞：サトウハチロー 作曲：中田喜直
  - 伴久美子及びボニージャックスのカバー。
  - 矢野はアルバム『峠のわが家』でもカバーしている。
12. 電話線　
  - 原曲はアルバム『JAPANESE GIRL』収録。
13. David
  - 原曲はアルバム『峠のわが家』収録。

## VHS/DVD収録曲
1. The Girl Of Integrity
  - 原曲は『峠のわが家』収録
2. 愛がなくちゃね。
3. クリームシチュー[The Stew]
4. 虹がでたなら
5. ラーメンたべたい
6. Girlfriends Forever
7. Water Ways Flow Backward Again（Instrumental）
  - 原曲は渡辺香津美『KYLYN』収録
8. ふりむけばカエル
  - 作詞：糸井重里
  - 原曲は『GRANOLA』収録
9. ひとりぼっちはやめた[Quit Begin Alone]
10. にぎりめしとえりまき[The Riceball And The Muffler]
11. ちいさい秋みつけた
12. また会おね
13. David